# Історія технології

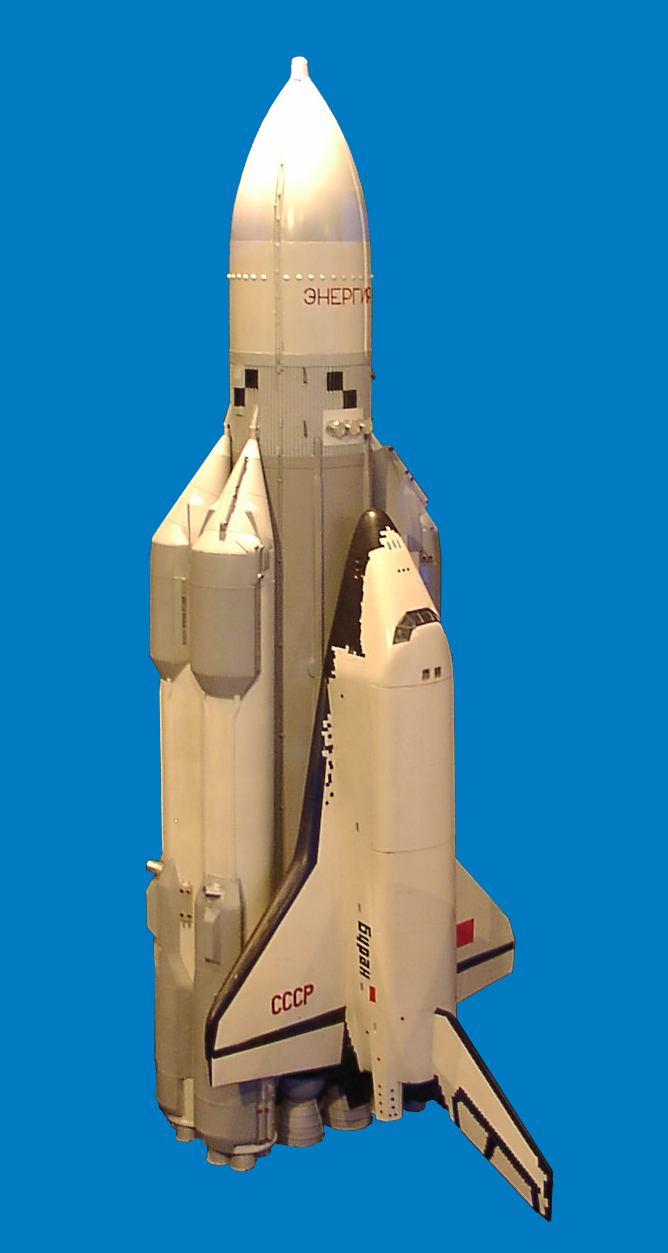
Високі технології, Буран (космічний корабель)

Історія технології — історія розвитку технологій або історія вдосконалення методів, процесів і матеріалів, котрі використовуються в різних галузях діяльності людини, а також історія наукового опису способів  технічного виробництва.

## Історія
В кінці XVIII століття в загальному масиві знань про техніку стали розрізняти традиційний описовий розділ і новий, середній клас, який отримав назву «технологія». Йоганн Бекман (1739—1811) ввів у науковий вжиток термін «технологія», яким він назвав наукову дисципліну, яку він викладав у німецькому університеті в Геттінгені з 1772 р. У 1777 р. він опублікував роботу «Введення в технологію», де писав: «Огляд винаходів, їх розвитку та успіхів у мистецтвах і ремеслах може називатися історією технічних мистецтв; технологія, яка пояснює в цілому, методично і точно всі види праці з їх наслідками і причинами, являє собою набагато більше». Пізніше в п'ятитомній праці «Нариси з історії винаходів» (1780—1805 рр.) він розвинув це поняття..
У 1822 році академік В. М. Севергін виділив 10 розділів технології::
- метали
- мінерали
- дерево
- горючі матеріали
- поживні речовини
- хімічні твори
- оброблення тварин
- тканини
- папір
- знаряддя

Технологія охоплює методи, прийоми, режим роботи, послідовність операцій і процедур, вона тісно пов'язана із засобами що застосовуються, обладнанням, інструментами, використовуваними матеріалами.
Сучасні технології засновані на досягненнях  науково-технічного прогресу і орієнтовані на виробництво продукту: матеріальна технологія створює матеріальний продукт,  інформаційна технологія (ІТ) — інформаційний продукт. Технологія — це також наукова дисципліна, що розробляє і вдосконалює методи та інструменти виробництва.
У побуті технологією заведено називати опис виробничих процесів, інструкції з їх виконання, технологічні вимоги та ін. Технологією або технологічним процесом часто називають також самі операції видобутку, транспортування і перероблення, які є основою виробничого процесу. Технічний контроль на виробництві теж є частиною технології. Розробкою технологій займаються технологи, інженери, конструктор, програмісти й інші фахівці у відповідних областях.
Момент переходу від мистецтва до технології фактично створив сучасну людську цивілізацію, уможливив її подальший розвиток і вдосконалення.
Згодом технології зазнали значних змін, і якщо колись технологія мала на увазі під собою просту навичку, то нині технологія — це складний комплекс знань ноу-хау, отриманих часом за допомогою дорогих досліджень.
Високі технології — сучасні, найдосконаліші технології.